# Cephonodes luisae
Cephonodes luisae är en fjärilsart som beskrevs av Rothschild och Jordan 1903. Cephonodes luisae ingår i släktet Cephonodes och familjen svärmare. Inga underarter finns listade i Catalogue of Life.